# La Nueva España
A La Nueva España é um periódico espanhol editado pela empresa Editorial Prensa Ibérica, que iniciou a sua publicação en 1936 em Oviedo, Espanha.
A redacção encontra-se em Oviedo e publica a diário seis edições locais que cobrem o Principado das Astúrias: a geral e as específicas para Oviedo, Gijón, Avilés, as bacias mineiras, o Ocidente e o Oriente das Astúrias.
É o mais importante em termos de tiragem segundo a OJD de todos os jornais asturianos: teve uma difusão média de 57 396 instâncias julho 2009/junho 2010 e de 91 626 durante os domingos do período julho 2006/junho 2007. O seu diretor é desde 2019 Gonzalo Martínez Peón, quem sucedeu a Ángeles Rivero.

## História
Começou a publicar-se em Oviedo a 19 de dezembro de 1936 como Diário da Falange Espanhola das J.O.N.S. Estava-se em plena Guerra Civil e durante o assédio de Oviedo pelas tropas leais ao governo da República Espanhola.
O novo diário falangista roubou as instalações e maquinaria que na rua Astúrias de Oviedo tinha o diário socialista Avance, que tinha sido dirigido pelo jornalista Javier Bueno. Depois do decreto de unificação pelo que se fundiam Falange e os Requetés, o jornal passou a depender da nova formação política que se constituía em partido único do regime de Francisco Franco: Falange Espanhola Tradicionalista e das J.O.N.S. Um de seus fundadores, Francisco Arias de Velasco Sarandeses, o dirigiu até ao ano de 1964.
Durante aqueles anos do franquismo pertenceu ao organismo estatal Imprensa do Movimento, cumprindo o diário as funções de porta-voz do partido único: Órgão provincial da Falange Espanhola Tradicionalista e das J.O.N.S.
Depois da restauração da democracia, o Estado desprendeu-se dos seus meios de comunicação impressos, com o que, como a maioria da "Imprensa do Movimento", foi privatizado e adquirido em 1984 mediante leilão público pelo grupo Editorial Imprensa Ibéria S.A. (presidido por Francisco Javier Moll de Miguel). Os novos proprietários mantiveram o logotipo de cabeceira original, ligeiramente modificado, e eliminando o jugo e as setas, símbolo do Movimento. O diário criou em 1988 o Clube Imprensa Asturiana, um foro de comunicação e debate que permite uma relação directa e fluída com a sociedade asturiana.

## Directores
- Francisco Arias de Velasco (1936-1964)
- Juan Ramón Pérez de las Clotas (1964-1966)
- Luis Alberto Cepeda (1966-1975)
- Alfonso Calviño (1975-1977)
- Luis Alberto Cepeda (1978-1980)
- Pedro Pascual (1980-1983)
- José Manuel Vaquero Tresguerres (1983-1990)
- Melchor Fernández Díaz (1990-2000)
- Isidoro Nicieza (2000-2008)
- Ángeles Rivero Velasco (2008-2019)[8]
- Gonzalo Martínez Peón (2019-

## Prêmios
- Quatro prêmios outorgados pela European Newspapaer Awards: ao suplemento dominical Século XXI, uma impressão e duas ilustrações (2018).[9]